# Grand Ventron
Grand Ventron – szczyt w Wogezach na granicy Alzacji i Lotaryngii osiągający 1204 m n.p.m. W sprzyjających warunkach ze szczytu można zobaczyć oddalone o ponad 200 km w linii prostej Alpy. Masyw Grand Ventron rozpościera się od przełęczy Bramont na północy po przełęcz Oderen na południu między miejscowościami Ventron i Cornimont na zachodzie i Kruth na wschodzie. Blisko szczytu głównego niewielkie schronisko oraz oberża. Na szczycie niewielka łąka typu wysokogórskiego określana jako haute chaume.
Od 1989 roku masyw górski obejmuje narodowy rezerwat przyrody Masywu Ventron (fr. Réserve naturelle nationale du massif du Ventron) o powierzchni 1 647 ha. Chroni on cenne torfowiska, łąki, formacje skalne i lasy, będące ważną ostoją głuszca i rysia. W 2011 r. po stuletniej przerwie zaobserwowano w okolicy rezerwatu wilka. Blisko 400 ha lasu stanowi obszar ochrony ścisłej, na terenie którego jest wstrzymana wszelka ingerencja człowieka. Jest to jeden z największych drzewostanów we Francji i Europie Zachodniej w którym nie prowadzono upraw leśnych i dzięki temu po wprowadzeniu ochrony ścisłej odzyskał charakter zbliżony do pierwotnego.